# Ralph Craig
Ralph Cook Craig (Detroit, Michigan, 21. lipnja 1889. - Lake George, New York, 21. srpnja 1972.) je pokojni američki sprinter te olimpijski pobjednik u utrkama na 100 i 200 metara na OI 1912. u Stockholmu.
Craig je sportsku karijeru najprije započeo u trčanju s preponama da bi se tijekom studija usmjerio na sprinterske utrke. 1910. godine je osvojio IC4A prvenstvo u utrci na 220 jardi a isti uspjeh je ponovio sljedeće godine.
Sprinter se 1912. kvalificirao na OI u Stockholmu gdje je izborio nastup u finalu na 100 metara. Ondje je favorit bio njegov sunarodnjak Donald Lippincott koji je još u kvalifikacijama postavio novi svjetski rekord od 10,6 sekundi. U samoj utrci finala, pobijedio je Craig dok je Lippincott bio treći.
Craig i Lippincott natjecali su se i u utrci na 200 metara gdje je Ralph Craig ponovo slavio. Obojica su trebali trčati i štafetu 4 x 100 metara ali je američki tim tada diskvalificiran.
Odmah nakon završetka Olimpijade u Švedskoj, Ralph Craig se povukao iz sporta. Vratio se tek znatno kasnije, na OI 1948. u Londonu. Ondje je imao čast nošenja američke zastave na otvaranju olimpijskog turnira. Bio je član američke jedriličarske reprezentacije ali se nije natjecao.
2010. godine Craig je uvršten u američku atletsku kuću slavnih.

## Olimpijske igre

### OI 1912. (100 m / 200 m)
| RANG | Natjecatelj       | RANG | Natjecatelj       | RANG |
| ---- | ----------------- | ---- | ----------------- | ---- |
|      | Ralph Craig       | 10,8 | Ralph Craig       | 21,7 |
|      | Alvah Meyer       | 10,9 | Donald Lippincott | 21,8 |
|      | Donald Lippincott | 10,9 | Willie Applegarth | 22,0 |
| 4.   | George Patching   | 11,0 | Richard Rau       | 22,2 |
| 5.   | Frank Belote      | 11,0 | Charles Reidpath  | 22,3 |

## Vanjske poveznice
- Sports-reference.com - Ralph Craig  Arhivirana inačica izvorne stranice od 8. prosinca 2008. (Wayback Machine)